# مبین نصری
مبین نصری (زادهٔ ۱۷ دی ۱۳۸۱) بازیکن والیبال اهل ایران است که در پست دریافت‌کننده قدرتی برای باشگاه والیبال آلورون زاویرچه در پلاس لیگا و تیم ملی والیبال ایران بازی می‌کند.
وی در سال ۲۰۲۳ به همراه تیم ایران قهرمان مسابقات والیبال قهرمانی زیر ۲۱ سال مردان جهان در بحرین شد و عنوان بهترین دریافت‌کننده قدرتی مسابقات را به دست آورد.